# Tour Lanfreducci
La tour Lanfreducci (en italien : Torre Lanfreducci) est l'une des plus anciennes tours médiévales les mieux conservées de la ville de Pise, dans la province de Pise en Toscane.
Elle est située dans la cour intérieure du palais Lanfreducci sur le Lungarno.

## Historique

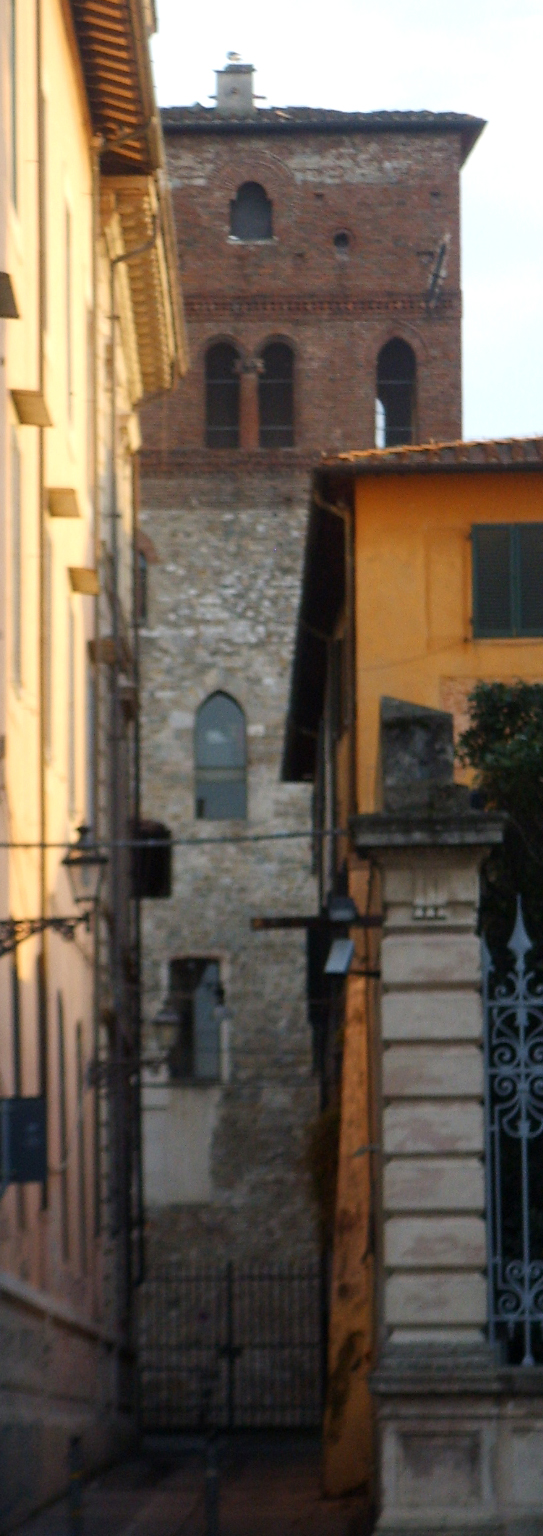
Tour Lanfreducci.

La tour rectangulaire s'élève sur sept étages principaux avec des hauteurs de plafond variables et la partie la plus ancienne remonte à la seconde moitié du XIIe siècle (reconnaissable aux pierres de taille jusqu'au cinquième étage en pierre Verrucana gris clair), tandis que la partie supérieure en brique rouge date du XIVe siècle. Dans la partie la plus haute se trouve une décoration réalisée avec les différentes dispositions des briques pour former des bandes décorées.
Vers le milieu, du côté ouest, on peut encore voir la silhouette d'un long arc de décharge au dessin ogival surbaissé. Les ouvertures sont de formes et de conceptions différentes : les plus petites et les plus anciennes sont rectangulaires, puis des fenêtres de type monofora (it) surmonté d'un arceau et à l'avant-dernier étage, également une fenêtre de type bifora avec une colonnette en maçonnerie avec chapiteau.